# صحرای غربی
صحرای غربی (به عربی: الصحراء الغربية) منطقه‌ای است در شمال غرب آفریقا و جنوب کشور مراکش که جبهه آزادی‌بخش پولیساریو و پادشاهی مراکش بر سر کنترل آن مناقشه دارند.
تراکم جمعیت در این منطقه یکی از کم‌ترین‌ها در جهان است و بیشتر جغرافیای آن را دشت‌های بیابانی تشکیل داده است. بزرگ‌ترین شهر آن العیون نام دارد که نیمی از جمعیت منطقه صحرای غربی را در خود جا داده است. صحرای غربی از شمال با مراکش، از شمال شرقی با الجزایر و از جنوب و جنوب شرقی با کشور موریتانی هم‌مرز است.

## پیشینه
مردم منطقه عموماً مردمانی بِربِر و عرب تبار هستند. هنگامی که اسپانیا از صحرای غربی خارج شد این سرزمین ۷۵۰ هزار نفر جمعیت داشته است اما اکنون کمتر از ۳۰۰ هزار نفر جمعیت دارد. بخش عمده‌ای از جمعیت در سالهای جنگ پولیساریو به کشورهای اطراف مهاجرت نموده‌اند.

## گاه‌شمار رویدادهای تاریخی صحرای غربی

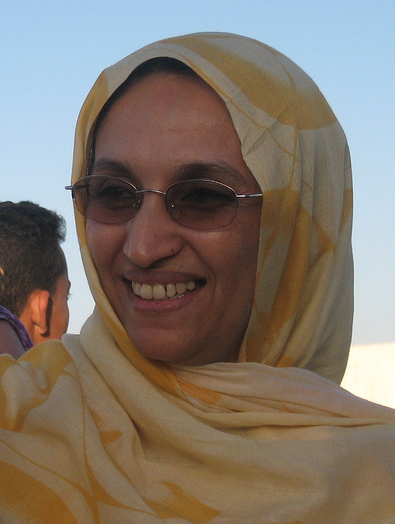
امیناتو حیدر فعال حقوق بشر صحرای غربی

- ۱۸۸۳- اسپانیا صحرای غربی را به قلمرو خود ملحق نمود.
- ۱۹۷۳- تشکیل جبهه پولیساریو و اعلام جمهوری دمکراتیک عربی صحرا و نبرد با اسپانیا و حمایت احزاب چپ جهان سوم از این جنبش.
- ۱۹۷۵ - مجمع عمومی سازمان ملل متحد از دیوان بین‌المللی دادگستری خواست در خصوص وضعیت صحرا رای صادر نماید. این دادگاه وجود روابط تاریخی بین صحرا با مغرب و موریتانی را تأیید، اما وجود رابطه حاکمیت و سیطره قانونی میان آن‌ها را رد نمود. در همین حال اتفاق سه‌گانه مغرب، اسپانیا و موریتانی منجر به خروج اسپانیا و راهپیمایی بزرگ سبز از سوی ۲۵۰ هزار مغربی به دعوت ملک حسن شد.
- ۱۹۷۶- اعلام جمهوری صحرا به مرکزیت العیون و پیمان مغرب و موریتانی برای تقسیم صحرا، آغاز تهاجم جبهه پولیساریو به نواکشوت.
- ۱۹۷۷- پیمان دفاع مشترک میان مغرب و موریتانی و تهاجم دوم به پایتخت موریتانی.
- ۱۹۸۱- اعلام آمادگی ملک حسن دوم شاه مغرب برای برگزاری همه‌پرسی در خصوص صحرا.
- ۱۹۸۲ - پیوستن جمهوری صحرا به سازمان وحدت آفریقا و خروج مغرب از آن.
- ۱۹۸۸- موافقت مغرب و صحرا با طرح صلح سازمان ملل و تعیین نماینده ویژه سازمان در موضوع صحرا.
- ۸–۱۹۸۹ مذاکره مستقیم هیئت جمهوری صحرا با شاه حسن، وصول کشورهای حامی صحرا به ۷۴ کشور.
- ۱۹۹۱- موافقت شورای امنیت با تشکیل مینورسو و نظارت بر آتش‌بس.
- ۱۹۹۳- آغاز بکار کمیته تعیین هویت افراد برای همه‌پرسی.
- ۱۹۹۵- به بن‌بست رسیدن فعالیت‌های کمیته هویت یابی نظر به مخالفتهای طرفین نزاع در خصوص افراد واجد شرایط و کیفیت همه‌پرسی.
- ۱۹۹۷- امضای قرارداد هوستون میان مغرب و پولیساریو و آغاز مجدد سرشماری هویت واجدین شرایط
- ۱۹۹۹- بن‌بست مجدد در خصوص همه‌پرسی
- ۱۹۹۹ - فوت ملک حسن دوم و پادشاهی محمد ششم
- ۲۰۰۱ - نماینده ویژه دبیرکل طرح پیشنهادی خود را برای خودمختاری صحرا اعلام کرد.

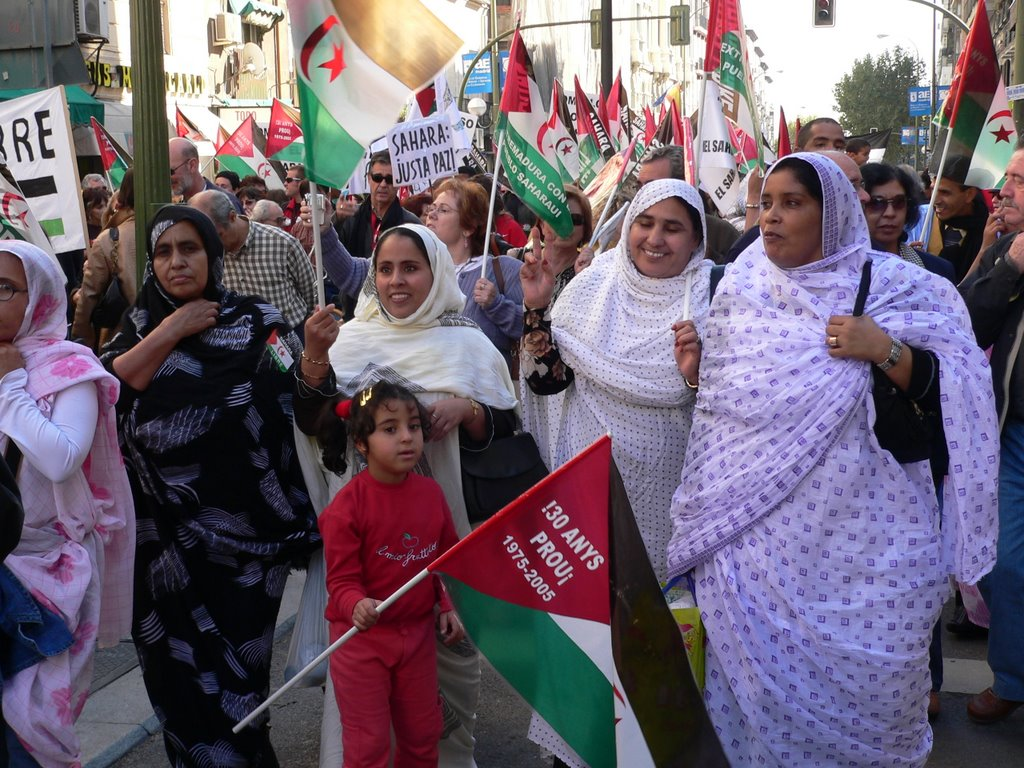
اعتراضات صحراویان در مادرید در سال ۲۰۰۶.

- ۲۰۰۲- کوفی عنان در طرح خود ۴ گزینه را برای مشکل صحرا بیان می‌کند: همه‌پرسی، خودمختاری، تقسیم صحرا، خروج نیروهای سازمان ملل. (مقامات مغربی همواره سعی داشته‌اند راه سومی که شامل انضمام صحرا به مغرب با نوعی خودمختاری «استان جنوبی صحرا» باشد را بقبولانند)
- ۲۰۰۳ - تمدید حضور مینورسو (نیروهای فراهم‌کننده همه‌پرسی سازمان ملل)
- ۲۰۰۴ - تمدید حضور مینورسو فقط برای ۶ ماه و کناره‌گیری فرستاده ویژه دبیرکل جیمز بیکر- و تعیین فارودی سوتو و دیدار وی با محمد ششم و عبدالعزیز بوتفلیقه برای رایزنی در خصوص بحران.
- ۲۰۰۴- شناسایی جمهوری صحرای غربی از سوی آفریقای جنوبی و پذیرش سفیر آن کشور، آغاز بحران جدیدی در روابط بین مغرب با الجزایر و آفریقای جنوبی و سفر وزیر خارجه مغرب به ۱۴ کشور آفریقایی و خاورمیانه‌ای و سفر پادشاه به ۵ کشور آمریکای لاتین برای جلب حمایت بین‌المللی در خصوص صحرا.
- ۲۰۰۵ – تمدید مجدد نیروهای مینورسو.
- ۶ مارس ۲۰۰۵ – راهپیمایی ۲۰۰ هزار نفری در رباط برای آزادی اسرای مغربی از زندان‌های پولیساریو
- سپتامبر.

آزادی زندانیان مغربی از زندان پولیساریو.
- اکتبر:

انتصاب پیتر ون درسون به عنوان نماینده ویژه دبیرکل سازمان ملل و سفر وی به رباط، العیون، الجزیره و نواکشوت و دیدار با رهبران مغرب، الجزایر، موریتانی و اسپانیا برای رایزنی در امور صحرا.

## گاه‌شمار رویدادهای تاریخیمراکش
| سال        | سال          |                                                                 |
| ماه        | سال          |                                                                 |
| ---------- | ------------ | --------------------------------------------------------------- |
| قرن یازدهم | پیش از میلاد | حضور فنیقیها در سواحل مغرب                                      |
| قرن دوم    | پیش از میلاد | اشغال مراکش توسط رومانها                                        |
| قرن سوم    | میلادی       | اشغال مغرب توسط وندال و سپس بیزانطین                            |
|            | ۶۸۱          | آغاز ورود اسلام                                                 |
|            | ۷۸۸          | سلسله ادریسیان                                                  |
|            | ۸۰۹          | تأسیس شهر فاس توسط ادریس دوم                                    |
|            | ۱۰۵۵         | آغاز حکومت زنجیره مرابطین                                       |
| ۱۱۹۹       | ۱۱۸۴         | عقوب منصور و پایه‌گذاری شهر رباط                                 |
|            | ۱۲۵۸         | آغاز زنجیره مرینیین                                             |
| ۱۲۸۶       | ۱۲۶۹         | عهد ابی یوسف یعقوب و بنای فاس                                   |
|            | ۱۵۵۴         | آغاز حاکمیت زنجیره سعدیین                                       |
|            | ۱۵۷۸         | نبرد با پرتغالی‌ها                                               |
|            | ۱۶۶۴         | آغاز حکومت زنجیره علویین                                        |
| ۱۷۲۷       | ۱۶۷۲         | بنای شهر مکناس توسط اسماعیل بن شریف                             |
|            | ۱۹۲۷         | محمد پنجم بر تخت می‌نشیند                                        |
| ۱۸ نوامبر  | ۱۹۵۵         | استقلال مغرب                                                    |
| ۲۷ اکتبر   | ۱۹۵۶         | تشکیل اولین دولت ملی                                            |
| ۱۹۶۰       | ۱۹۵۹ژانویه - | قیام امازیغ‌های ریف علیه دولت                                    |
|            | ۱۹۶۰         | زلزله اقادیر                                                    |
|            | ۱۹۶۱         | فوت محمد پنجم و پادشاهی حسن دوم                                 |
|            | ۱۹۶۱         | ملک حسن دوم بر تخت می‌نشیند                                      |
|            | ۱۹۶۲         | اولین قانون اساسی مغرب                                          |
|            | ۱۹۶۳         | جنگ بین الجزایر و مغرب (حرب رمال)                               |
|            | ۱۹۷۱         | شکست کودتای صخیرات                                              |
|            | ۱۹۷۱         | قانون اساسی جدید تصویب می‌شود                                    |
| ۶ نوامبر   | ۱۹۷۵         | راهپیمایی سبز برای صحرا                                         |
|            | ۱۹۹۳         | افتتاح مسجد ملک حسن دوم                                         |
|            | ۱۹۹۹         | محمد ششم بر تخت می‌نشیند                                         |
|            | ۲۰۰۵         | قانون جدید خانواده به تصویب می‌رسد و مورد تحسین دنیا قرار می‌گیرد |

## تقسیمات کشوری

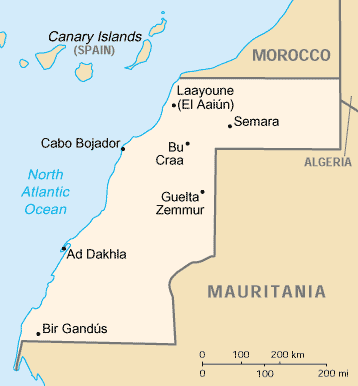
صحرای غربی در میان مراکش و موریتانی قرار دارد. همچنین مرز آبی با جزایر قناری اسپانیا دارد.

صحرای غربی از نظر تقسیمات کشوری به چهار منطقه تقسیم شده است:
- العیون
- وادی الذهب
- سماره
- بوجدور